# Causey (New Mexico)
Causey ist ein Ort im Roosevelt County im US-Bundesstaat New Mexico in den Vereinigten Staaten mit 52 Einwohnern (Stand: 2000).

## Geografie
Der Ort liegt im Südosten des Countys im Südosten von New Mexico, ist im Osten etwa 2 km von Texas entfernt und hat eine Gesamtfläche von 8,0 km² ohne nennenswerte Wasserfläche.

## Demografische Daten
Nach der Volkszählung im Jahr 2000 lebten hier 52 Menschen in 19 Haushalten und 17 Familien. Die Bevölkerungsdichte betrug 6,5 Einwohner pro km². Ethnisch betrachtet setzte sich die Bevölkerung zusammen aus 76,92 % weißer Bevölkerung, 9,62 % amerikanischen Ureinwohnern, 13,46 % aus anderen ethnischen Gruppen.
Von den 19 Haushalten hatten 21,10 % Kinder und Jugendliche unter 18 Jahre, die bei ihnen lebten. 78,90 % waren verheiratete, zusammenlebende Paare, 5,30 % waren allein erziehende Mütter und 10,50 % waren keine Familien, 10,50 % bestanden aus Singlehaushalten und in 5,30 % lebten Menschen im Alter von 65 Jahren oder darüber. Die Durchschnittshaushaltsgröße betrug 2,74 und die durchschnittliche Familiengröße lag bei 2,94 Personen.
Auf den gesamten Ort bezogen setzte sich die Bevölkerung zusammen aus 25,00 % Einwohnern unter 18 Jahren, 5,80 % zwischen 18 und 24 Jahren, 19,20 % zwischen 25 und 44 Jahren, 21,20 % zwischen 45 und 64 Jahren und 28,80 % waren 65 Jahre alt oder darüber. Das Durchschnittsalter betrug 46 Jahre. Auf 100 weibliche Personen kamen 108 männliche Personen. Auf 100 Frauen im Alter von 18 Jahren oder darüber kamen statistisch 85,7 Männer.
Das jährliche Durchschnittseinkommen eines Haushalts betrug 37.083 USD, das Durchschnittseinkommen der Familien betrug 37.083 USD. Männer hatten ein Durchschnittseinkommen von 21.250 USD, Frauen 23.333 USD. Das Prokopfeinkommen betrug 19.663 USD. Niemand lebte unterhalb der Armutsgrenze.